# Ben É Samba Bom
Ben É Samba Bom é o terceiro album de estúdio pelo canto e guitarrista brasileiro  Jorge Ben, originalmente  lançado no Brasil em 1964. Foi relançado nos Estados Unidos pela Philips Records em 1967, sob o título Big Ben Strikes Again (Catalogue no. PHS 600-234).

## Recepção critica
Analisando o relançamento americano de 1967, a revista Sepia escreveu no mesmo ano: "A voz expressiva do Jorge Ben é bordas ásperas, esquento, e muito brasileiro. Musica e ritmo brasileiro tenha permeado musica popular Americana e Europeia como uma chuva gentil e Jorge é uma das rações por trás de sua influência. Você definitivamente vai querer este que tem 'Bicho Do Mato,' 'Shuffling Along,' e 'Leaving Port.'" O critico musical Rodney Taylor foi menos positivo em uma review retrospectiva do álbum original, dizendo que o Jorge Ben "perdeu este equilíbrio, e arranjos de trompas desajeitadas oprimem as canções mais fracas."

## Faixas
Todas as canções escritas por Jorge Ben Jor, exceto onde indicado.
1. "Descalço no Parque" – 3:04
2. "Onde Anda o Meu Amor" (Orlandivo, Roberto Jorge) – 3:04
3. "Bicho do Mato" – 3:19
4. "Vou de Samba com Você" (João Mello) – 2:44
5. "Samba Legal" (Henrique de Almeida, Claudionor Sant'Anna) – 2:24
6. "Ôba Lá Lá" (João Gilberto) – 2:36
7. "Gabriela" – 2:53
8. "Zópe Zópe" – 2:45
9. "Saída do Porto" (Zil Rosendo) – 3:16
10. "Dandara Hei" – 2:35
11. "Samba Menina" – 3:19
12. "Guerreiro do Rei" – 2:49

### Relançamento Americano de 1967
1. "Descalço no Parque (Barefoot in the Park)" – 3:04
2. "Onde Anda Meu Amor (Whither My Love?)" – 3:04
3. "Bicho do Mato (Solitary Fellow)" – 3:19
4. "Vou de Samba com Voce (I'm Going to Do the Samba with You)" – 2:44
5. "Samba Legal (Legitimate Samba)" – 2:24
6. "Gabriela (Gabriela)" – 2:53
7. "Zope Zope (Shuffling Along)" – 2:45
8. "Saida do Porto (Leaving Port)" – 3:16
9. "Dandara Hei" – 2:35
10. "Samba Menina (Girlie Samba)" – 3:19

## Músicos participantes
Ficha dada pelo allmusic
- Jorge Ben Jor: Violão
- J.T. Meirelles: Flauta e saxofone
- Pedro Paulo: Trompete
- Manuel Gusmão: Baixo
- Dom Um Romão: Bateria